# Polaire (satellite)
Pour les articles homonymes, voir Polaire.
Polaire est un satellite artificiel français de la série D2 lancé le 11 décembre 1971  par une fusée Diamant-B depuis la base de lancement de Kourou.  Ce satellite scientifique avait pour objectif de détecter l'hydrogène présent dans plusieurs secteurs de voute céleste. Il s'agissait d'un satellite identique à Tournesol mais, contrairement à celui-ci, il était placé sur une orbite polaire. Le lanceur utilisé, qui emporte également le petit satellite Pollux, est victime d'une défaillance du deuxième étage et la mise en orbite échoue.

## Contexte
Polaire était le deuxième satellite de la série D-2. Celle-ci constitue historiquement la première famille de satellites scientifiques français qui comprend également les missions Tournesol (1971), D-2A Aura (lancé en 1975), et Signe 3 (1977). Ces engins spatiaux sont plus élaborés que la génération précédente (D-1) notamment parce qu'ils disposent d'un système de contrôle d'attitude actif utilisant des micro-propulseurs à gaz froid. La réalisation de Tournesol est confiée à la société Matra.